# I Vaccari
I Vaccari, o anche Ivaccari, è una frazione del comune italiano di Piacenza, situata a 76 m s.l.m. a poca distanza dal torrente Nure.

## Storia
Già feudo della famiglia Volpe-Landi, a partire dal 1806, con l'istituzione della Mairie francese, e, dopo che con un decreto napoleonico nel 1812 la città di Piacenza era stata limitata alla circonvallazione attorno alle mura, è frazione del comune di San Lazzaro Alberoni.
Con l'unione del comune di San Lazzaro Alberoni con quello di Piacenza, nel 1923, diventa frazione di Piacenza.

## Monumenti e luoghi d'interesse

### Architetture religiose
- Chiesa di San Martino al Nure, detta anche della Beata Vergine della Cintura, già menzionata in un documento del 1343 come dipendente dalla pieve di San Polo, è stata, in seguito, ricostruita tra il XVI e il XVII secolo e, poi, rimaneggiata nel XIX secolo. Presenta una facciata a capanna con mattoni a vista. Al centro del timpano si trova un dipinto raffigurante san Martino. Lateralmente sono addossate le cappelle votive, più basse del corpo centrale e un battistero di forma semicircolare[5].

### Architetture civili
I palazzi più significativi della frazione sono:
- Palazzo Scotti: risalente al XVII secolo, appartenne prima ai conti Douglas Scotti di Vigoleno, poi ai Radini Tedeschi; è stato successivamente adibito annesso alla Casa del Fanciullo, una struttura operante nel campo dell'assistenza ai minori in difficoltà[6].
- Palazzo Salvatico: risalente al XVII secolo
- Palazzo Guglieri: casa padronale a due piani risalente al XVII secolo e originariamente di proprietà della famiglia nobile dei Guglieri, comprende un oratorio, una torre colombaia e alcuni edifici a vocazione agricola. Di proprietà del comune di Piacenza, dopo anni di abbandono è stata inserita nel piano di alienazione delle opere pubbliche comunali[7]. Due aste per la vendita del fabbricato, avvenute nel 2014 sono, tuttavia, andate deserte[8].

## Infrastrutture e trasporti
La località fu servita, fra il 1897 e il 1938 da una fermata dedicata lungo la tranvia a vapore Piacenza-Lugagnano.
Ivaccari è collegata al centro di Piacenza per mezzo di autobus urbani operati da SETA.